# Uderns
Uderns je obec v Rakousku ve spolkové zemi Tyrolsko v okrese Schwaz.
Žije zde 1 652 obyvatel (1. 1. 2011).

## Osobnosti spojené s obcí
Heinz Kinigadner (*1960), motokrosař